# Arrondissement Vichy
Arrondissement Vichy (fr. Arrondissement de Vichy) je správní územní jednotka ležící v departementu Allier a regionu Auvergne-Rhône-Alpes ve Francii. Člení se dále na 119 obce.

## Dějepis
Arrondissement existuje od r. 1942. Nahrazuje arrondissement Lapalisse.

Arrondissement Vichy od 1942 do 2016 (žluté)
Arrondissement Vichy od 2017 (žluté)